# جيت إير فلاي
جيت إير فلاي Jetairfly (رسمياً: الخطوط الجوية توي البلجيكية) هي شركة طيران بلجيكية.

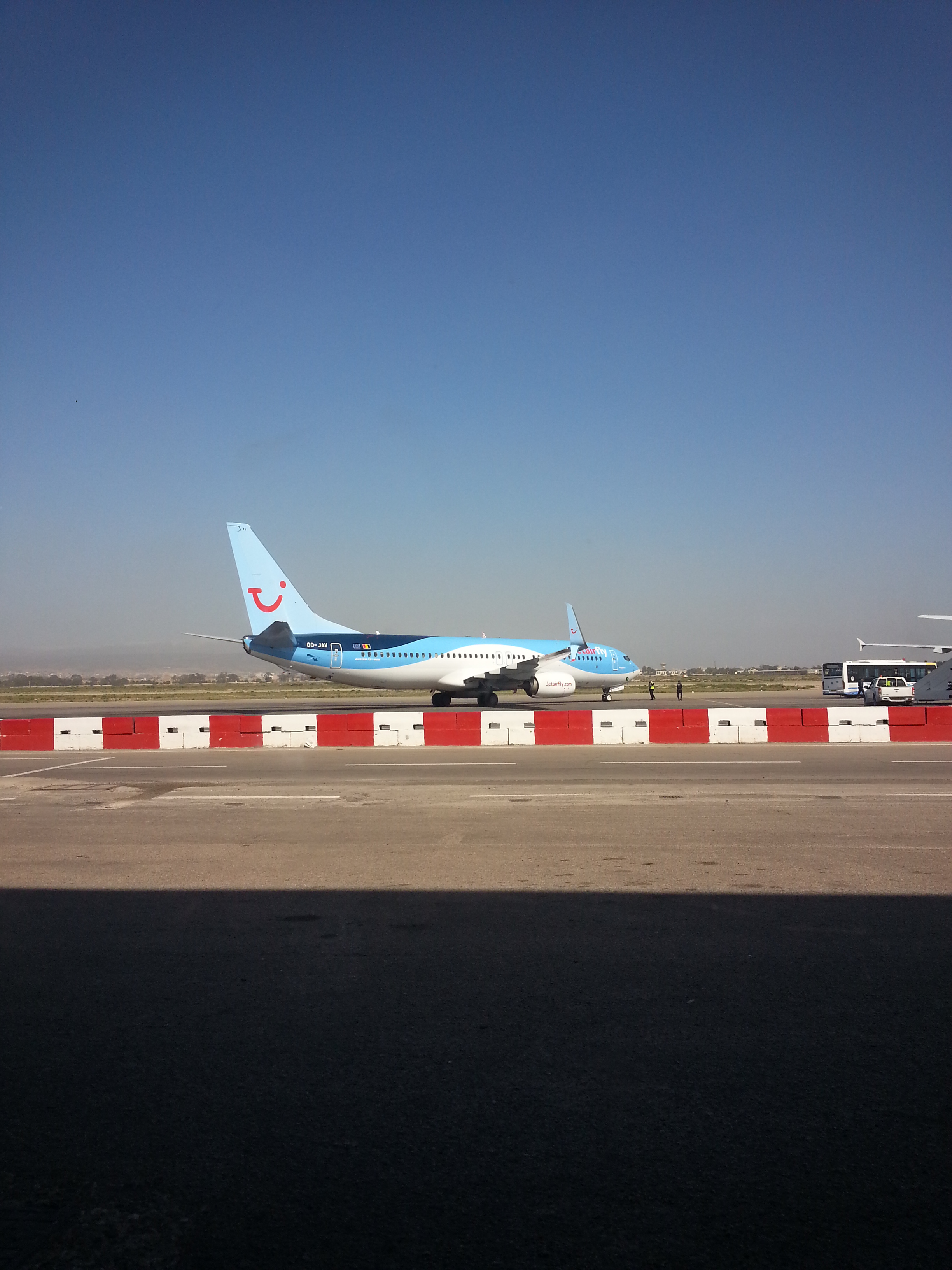
طائرة الشركة على مطار وهران الجزائر

## تاريخ
أنشئت الشركة في عام 2004، تحت اسم الخطوط الجوية توي البلجيكية
عام 2006، غيرت الشركة اسمها لتصبح جيت إير فلاي
عام 2012، نقلت الشركة 2,78 مليون مسافر، وتعد الشركة في المرتبة الثانية من حيث أسطول الطائرات في بلجيكا.
عام 2012، وبالضبط شهر فبراير تم دمج الشركة المغربية جيت فور يو لتصبح تابعة لجيت اير فلاي